# AC3D
AC3Dは1994年から存在する3Dデザインプログラムである。このソフトウェアはゲームやシミュレーションの3Dグラフィックのデザインに使われており、有名な例としてはLaminar ResearchにおいてX-Planeのシーン制作者により使われている。また、ac形式はFlightGearでも背景オブジェクト及び飛行機モデルに使われている。

## 歴史
初めにAmiga上で開発され、そのコードがその後、GLグラフィックライブラリを使用してシリコングラフィックスのワークステーションに移植された。当時、ユーザーインターフェースはX Window System及びMotifを用いて実装されていた。
Linux版は1994年にインターネット上でリリースされた (GLグラフィックはOpenGLに置き換えられた)。Microsoft Windows版は、移植しやすいTcl/Tkスクリプトライブラリを支持してX Window Systemインターフェースを廃止した際に、続いて登場した。
2002年、Inivis LimitedはAC3Dの全知的財産権を買収し、ソフトウェアの開発及び販売を継続した。同社はソフトウェアにAC3Dの名を継続することを決定した。
2005年、AC3DのMac OS X版がリリースされた。

## モデリング
AC3Dのモデリングはポリゴン/サブディビジョンサーフィスベースである。他の3Dソフトウェアと異なり、AC3Dはポリゴンよりもサーフィスに注目させる。AC3Dのサーフィスは、ポリゴン、ポリゴンアウトライン又はラインと成りうる。AC3Dオブジェクトはサーフィスの集合となる。

## 3D形式
AC3Dは広く様々な3Dファイル形式を読み書きすることが可能であるものの、主にAC3D独自のASCIIベースの.acファイル形式を使用する。
Inivisはセカンドライフのsculpted prim形式の公式認可されたサポートを提供する最初のサードパーティーベンダーである。他の3Dソフトウェアパッケージのためのエクスポータも存在するものの、Inivisが単独でユーザーサポートしているに過ぎない。

## スクリプト及びプラグイン
AC3Dへの追加の機能はTcl/TkスクリプトやC/C++動的ライブラリ (プラグイン)によって追加可能である。ソフトウェア開発キット (SDK) はライセンスを持つユーザーが利用可能である。